# Керменчицька сільська рада
| Керменчицька сільська рада — орган місцевого самоврядування у Великоновосілківському районі Донецької області з адміністративним центром у селищі Керменчик. Сільській раді були підпорядковані населені пункти: - с. Керменчик - с. Новодонецьке - с. Новомайорське |

## Склад ради
Рада складалася з 16 депутатів та голови.

## Керівний склад сільської ради
| ПІБ                       | Основні відомості                                                         | Дата обрання | Дата звільнення |
| ------------------------- | ------------------------------------------------------------------------- | ------------ | --------------- |
| Місюк Михайло Миколайович | Сільський голова, 1965 року народження, освіта, член Партії регіонів      | 26.03.2006   | 31.10.2010      |
| Місюк Михайло Миколайович | Сільський голова, 1965 року народження, освіта вища, член Партії регіонів | 31.10.2010   |                 |

Примітка: таблиця складена за даними джерела